# كينغدوم هارتس (لعبة فيديو)
كينغدوم هارتس (بالإنجليزية: Kingdom Hearts)‏ (باليابانية: キングダムハーツ)، هي لعبة فيديو إلكترونية يابانية أنتجها شركة سكوير اليابانية سنة 2002م وبترخيص من شركة ديزني إنتراكتيف ستوديوز الأمريكية، وتعمل حصراً لنظام بلاي ستيشن 2.